# Autaugaville
Autaugaville é uma cidade  localizada no estado americano de Alabama, no Condado de Autauga.

## Demografia
Segundo o censo americano de 2000, a sua população era de 820 habitantes. 
Em 2006, foi estimada uma população de 877, um aumento de 57 (7.0%).

## Geografia
De acordo com o United States Census Bureau, a localidade tem uma área de 20,4 km², dos quais 20,0 km² cobertos por terra e 0,4 km² cobertos por água. Autaugaville localiza-se a aproximadamente 56 m acima do nível do mar.

## Localidades na vizinhança
O diagrama seguinte representa as localidades num raio de 32 km ao redor de Autaugaville. 